# اسکات فنویک
اسکات جیمز فنویک (به انگلیسی: Scott Fenwick) (متولد ۹ آوریل ۱۹۹۰) یک فوتبالیست حرفه ای انگلیسی که در پست مهاجم بازی می‌کند، او درحال حاضر در باشگاه کورک سیتی لیگ ایرلند است او قبلاً در لیگ فوتبال برای هارتلپول یونایتد بازی می‌کرد.

## حرفه باشگاهی
فنویک در گیتسهد، تاین و ویر به دنیا آمد. وی پیش از پیوستن به گرتنا در سال ۲۰۰۹ در آکادمی‌های نیوکاسل یونایتد، ساندرلند و میدلزبرو بازی کرد. وی در همین سال دومی را ترک کرد و متعاقباً در سال ۲۰۱۰ به نیوکاسل بنفیلد پیوست.
در اوت ۲۰۱۲، فنویک با دورهام سیتی قرارداد بست و ۱۸ گل از ۳۲ حضور در فصل اول خود به ثمر رساند و در فصل دوم نیز ۳۳ گل از ۴۱ بازی به ثمر رساند. او در ژوئن ۲۰۱۴ به تیم همکار لیگ شمال دانستون UTS نقل مکان کرد و در همه مسابقات ۱۳ گل به ثمر رساند، که ۷ گل از ۱۲ بازی وی در لیگ بود.

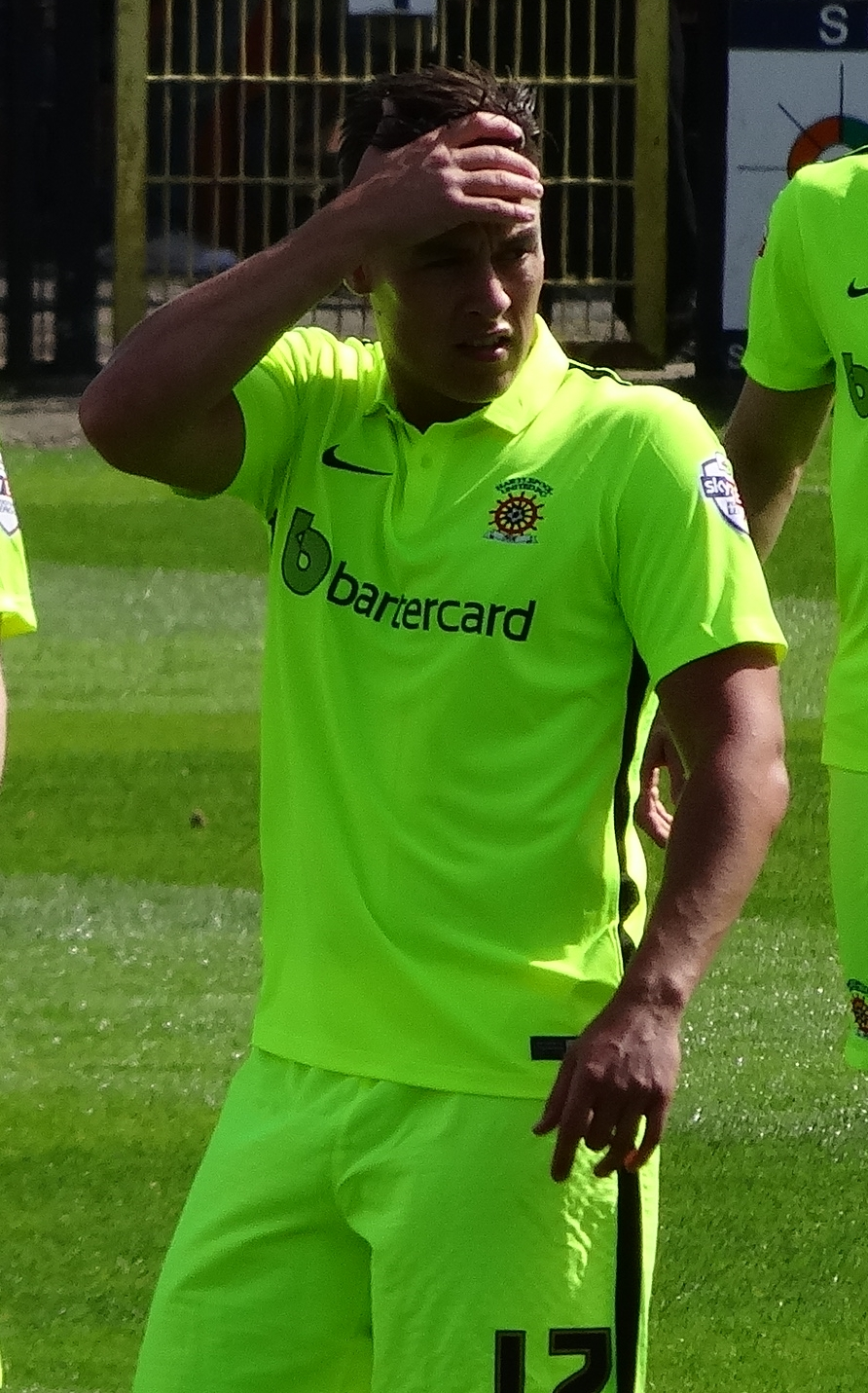
فنویک در سال ۲۰۱۵ برای هارتلپول یونایتد بازی می‌کرد